# Pleurocerina lamellata
Pleurocerina lamellata är en tvåvingeart som beskrevs av Schneider 2010. Pleurocerina lamellata ingår i släktet Pleurocerina och familjen stekelflugor. Inga underarter finns listade i Catalogue of Life.